# Delirio (Maria Carta)
Delirio (In s'amena campagna dilliriende) è un album di Maria Carta, pubblicato nel 1974 dalla RCA Italiana. È una raccolta di canti tradizionali sardi con testi.
Ad accompagnare la cantante c'era il chitarrista Filippo Rizzuto , nella copertina la presentazione dell'album dello scrittore Giuseppe Dessì.

## Tracce

### Lato A
1. Disisperada - (testi di G. M. Dettori e Maria Carta) 3:30 (logudorese, disisperada)
2. Muttetos (Logudoro) - (adattamenti G. M. Dettori - Maria Carta) (logudorese, Muttetu)
3. Nuoresa - (testi di Paolo Mossa) (logudorese, A sa nuoresa) 2:49
4. Duru duru - (gallurese, tradizionale della Gallura)
5. Ave mama 'e deu - (testi G. M. Dettori - Maria Carta) (logudorese, Ave Maria) 3:26
6. Traccas  - (campidanese, Mutettu Campidanese) 2:15

### Lato B
1. Boghe 'e riu - (adattamenti G. M. Dettori - Maria Carta) (logudorese, muttos)
2. Dilliriende - (testi di Ciccheddu Mannoni rielaborati da Maria Carta) (logudorese) 2:02
3. Ninna nanna 'e Nadale - 2:20 (logudorese, Canto natalizio, Ninna nanna)
4. Duru Duru - (logudorese)
5. Muttetu Nuoresu - (logudorese, Mutettu)
6. Su patriotu sardu a sos feudatarios (Francesco Ignazio Mannu - (logudorese, gosos) 3:03